# Syndrome ukrainien
 (juin 2023).
Le syndrome ukrainien est un syndrome touchant les combattants et anciens combattants russes de l'invasion russe de l'Ukraine depuis 2022.

## Contexte
En 2022, la Russie lance son invasion de l'Ukraine. Ce conflit se caractérise par une situation de guerre de haute-intensité,, une situation inédite en Europe depuis la fin des Guerres de Yougoslavie, et plus généralement depuis la fin de la Seconde Guerre mondiale, qui avait vu les guerres de haute-intensité laisser place à des guerres asymétriques. De plus, les forces armées russes s'engagent pendant cette guerre dans des crimes de guerre et des crimes contre l'humanité,,,,.
A partir de la deuxième moitié de 2022, les forces mercenaires servant l'armée russe, comme le Groupe Wagner, commencent à recruter des volontaires dans des prisons russes, en échange de leur liberté à la fin de leur service de quelques mois,. Les prisonniers acceptant ces conditions sont pour la plupart des prisonniers condamnés à de lourdes peines, qui acceptent donc de mettre en jeu leur vie pour leur liberté.

## Syndrome
Lors du retour des soldats mobilisés et des mercenaires en Russie, de manière croissante à partir de début 2023, la criminalité augmente de manière drastique dans les zones où ils rentrent. Ainsi, la consommation de drogues, les viols, les meurtres commis par d'anciens soldats s'accroissent en Russie,. Cette évolution s'explique probablement par ce qui est appelé le « syndrome ukrainien », un ensemble de troubles psychologiques, psychiatriques ou pathologiques développé par les soldats, principalement Russes, lors de l'invasion de l'Ukraine,,.